# Stefania marahuaquensis
Stefania marahuaquensis es una especie de anfibio anuro de la familia Hemiphractidae.

## Distribución geográfica
Esta especie es endémica del estado de Amazonas en Venezuela. Habita entre los 340 y 1200 m de altitud en el Cerro Duida y el Cerro Marahuaca.

## Descripción
Stefania marahuaquensis mide aproximadamente 27 mm. Su parte posterior es marrón y sus lados amarillos, estas dos sombras están separadas por una línea longitudinal que se extiende desde el hocico y pasa a través del ojo. Su lado ventral es blanco sucio.

## Etimología
El nombre de su especie, compuesto por marahuaqu[a] y el sufijo latín -ensis, significa "que vive, que habita", y le fue dado en referencia al lugar de su descubrimiento, el Cerro Marahuaca.

## Publicación original
- Rivero, 1961 : Salientia of Venezuela. Bulletin of the Museum of Comparative Zoology, n.º 126, p. 1-207[5]